# Metura elongatus
Metura elongatus is een vlinder uit de familie van de zakjesdragers (Psychidae). De wetenschappelijke naam van de soort werd voor het eerst geldig gepubliceerd in 1847 door Saunders als Oiketicus elongatus.